# 張稷 (南朝)
张稷（450年—512年），字公乔，吴郡（治吴县，今江苏省苏州市）人，南朝梁武帝时担任尚书左仆射。张茂度之孙，张永之子。
齐武帝永明年间，担任剡县（今浙江省嵊州市）令，不勤公事，而喜欢山水游会。唐寓之起兵，率县人保全剡县境内。齐明帝时，历任宁朔将军、南平内史。齐朝永元年间征为侍中，宿卫宫城。萧衍起兵军至建康，北徐州刺史王珍国与张稷同谋，于含德殿诛杀皇帝萧宝卷，降萧衍。萧衍代齐称帝，建立梁朝，是为梁武帝。张稷被封为江安县侯，官至侍中、国子祭酒。又历任度支尚书、祠部尚书、都官尚书、扬州大中正等官。出为吴兴郡太守，政称宽恕。天监七年（508年），征入朝，官至尚书左仆射。张稷自谓功大，赏赐不够，面有怨色。御史中丞陆杲弹劾他杀害君主，没有忠贞之心。张稷请求出任为青州、冀州二州刺史，常常闭门读佛经。属官鱼肉百姓，州民徐道角夜袭州城（青、冀二州州治龙沮城，今江苏省灌云县西北龙苴镇），杀死张稷，把他的首级献给北魏，张稷时年六十三岁。

## 延伸阅读
[在维基数据编辑]
 《梁書/卷16》，出自姚思廉《梁書》